# (76309) Ronferdie
(76309) Ronferdie est un astéroïde de la ceinture principale.

## Description
(76309) Ronferdie est un astéroïde de la ceinture principale. Il fut découvert le 10 mars 2000 aux Monts Santa Catalina par Richard Erik Hill. Il présente une orbite caractérisée par un demi-grand axe de 2,61 UA, une excentricité de 0,08 et une inclinaison de 16,2° par rapport à l'écliptique.

## Compléments